# Aegypiinae
De Aegypiinae vormen een onderfamilie van havikachtigen (Accipitridae). Er is geen consensus over de indeling in onderfamilies en welke geslachten tot deze onderfamilie behoren. Volges Mindell et al 2018 kunnen de volgende geslachten hiertoe worden gerekend.
- geslacht Aegypius
- geslacht Gyps
- geslacht Necrosyrtes
- geslacht Sarcogyps
- geslacht Torgos
- geslacht Trigonoceps

De uitgestorven Cryptogyps kwam voorheen voor in Australië. De soorten uit deze geslachten en die uit de onderfamilie Gypaetinae vormen samen de categorie gieren van de Oude Wereld.
Echte haviken en sperwers (Accipitrinae) · Gieren van de Oude Wereld (Aegypiinae) · Echte arenden (Aquilinae) · Buizerdachtigen (Buteoninae) · Slangenarenden (Circaetinae) · Kiekendieven (Circinae) · Grijze wouwen en verwanten (Elaninae) · Gieren van de Oude Wereld (Gypaetinae) · Tandwouw en verwanten (Harpaginae) · Harpij-achtigen (Harpiinae) · Grijskophavik en verwanten (Lophospizinae) · Zanghaviken (Melieraxinae) · Wespendieven en verwanten (Perninae)